# Ciclismo alla XXVI Universiade
Le gare di ciclismo alla XXVI Universiade si sono svolte dal 13 agosto al 20 agosto 2011 presso il Longgang Sports Center di Shenzen.

## Podi

### Uomini
| Evento                   | Oro                                                           | Prestazione | Argento                                                                             | Prestazione | Bronzo                                                              | Prestazione |
| Ciclismo su strada       |                                                               |             |                                                                                     |             |                                                                     |             |
| Corsa in linea           | Bernhard Oberholzer                                           | 3h50'22"    | Patrick Schelling                                                                   | 3h50'22"    | Genki Yamamoto                                                      | 3h50'46"    |
| Cronometro a squadre     | Russia Artur Eršov Valerij Kajkov Maksim Kozyrev Sergej Šilov | 55'10"92    | Germania Mathias Belka Grischa Janorschke Christoph Pfingsten Daniel Westmattelmann | 57'55"77    | Corea del Sud Im Jae-Yeon Jang Chan-Jae Jang Sun-Jae Park Sung-Baek | 58'34"19    |
| Ciclismo su pista        |                                                               |             |                                                                                     |             |                                                                     |             |
| Inseguimento individuale | Sergej Šilov                                                  | 4'30"927    | Artur Eršov                                                                         | 4'33"128    | Jang Sun-Jae                                                        | 4'26"229    |
| Velocità                 | Denis Dmitriev                                                |             | Pavel Jakuševskij                                                                   |             | Zhang Miao                                                          |             |
| Corsa a punti            | Artur Eršov                                                   | 47 pt.      | Bernhard Oberholzer                                                                 | 36 pt.      | Choi Seung-Woo                                                      | 26 pt.      |
| Keirin                   | Zhang Miao                                                    |             | Pavel Jakuševskij                                                                   |             | Florian Vernay                                                      |             |
| Mountain bike            |                                                               |             |                                                                                     |             |                                                                     |             |
| Cross country            | Pavel Prjadein                                                | 1h30'36"    | Silvio Büsser                                                                       | a 1'47"     | Jiří Hudeček                                                        | a 2'17"     |
| BMX                      |                                                               |             |                                                                                     |             |                                                                     |             |
| Corsa BMX                | Evgenij Kleščenko                                             | 31"654      | Kirill Jaškin                                                                       | 32"587      | Tautvydas Biknius                                                   | 32"731      |

### Donne
| Evento                   | Oro                                                          | Prestazione | Argento                                           | Prestazione | Bronzo                                                 | Prestazione |
| Ciclismo su strada       |                                                              |             |                                                   |             |                                                        |             |
| Corsa in linea           | Gu Sun-Geun                                                  | 3h31'42"    | Son Hee-Jung                                      | 3h31'42"    | Anne Arnouts                                           | 3h31'42"    |
| Cronometro a squadre     | Lituania Aleksandra Sošenko Aušrinė Trebaitė Eglė Zablockytė | 39'40"79    | Corea del Sud Lee Ae-Jung Son Hee-Jung Yu Seon-Ha | 40'26"37    | Germania Romy Kasper Jana Schemmer Lina Kristin Schink | 41'04"07    |
| Ciclismo su pista        |                                                              |             |                                                   |             |                                                        |             |
| Inseguimento individuale | Vilija Sereikaitė                                            | 3'26"944    | Lesja Kalytovs'ka                                 | 3'40"068    | Svitlana Haljuk                                        | 3'41"003    |
| Velocità                 | Guo Shuang                                                   |             | Viktorija Baranova                                |             | Virginie Cueff                                         |             |
| Corsa a punti            | Lesja Kalytovs'ka                                            | 40 pt.      | Anastasija Čulkova                                | 37 pt.      | Minami Uwano                                           | 32 pt.      |
| 500 metri                | Gong Jinjie                                                  | 34"910      | Ljubov Šulika                                     | 34"985      | Viktorija Baranova                                     | 34"996      |
| Mountain bike            |                                                              |             |                                                   |             |                                                        |             |
| Cross country            | Ksenija Kirillova                                            | 1h12'24"    | Maaris Meier                                      | a 1'47"     | Melanie Gay                                            | a 7'21"     |
| BMX                      |                                                              |             |                                                   |             |                                                        |             |
| Corsa BMX                | Vilma Rimšaitė                                               | 37"400      | Marina Beschmel'nova                              | 39"275      | Margarita Lomakova                                     | 39"797      |

## Medagliere
| Pos    | Paese         | Oro | Argento | Bronzo | Totale |
| ------ | ------------- | --- | ------- | ------ | ------ |
| 1      | Russia        | 7   | 7       | 2      | 16     |
| 2      | Cina          | 3   | 0       | 1      | 4      |
| 2      | Lituania      | 3   | 0       | 1      | 4      |
| 4      | Svizzera      | 1   | 3       | 1      | 5      |
| 5      | Corea del Sud | 1   | 2       | 3      | 6      |
| 6      | Ucraina       | 1   | 2       | 1      | 4      |
| 7      | Germania      | 0   | 1       | 1      | 1      |
| 8      | Estonia       | 0   | 1       | 0      | 1      |
| 9      | Francia       | 0   | 0       | 2      | 2      |
| 9      | Giappone      | 0   | 0       | 2      | 2      |
| 11     | Belgio        | 0   | 0       | 1      | 1      |
| 11     | Rep. Ceca     | 0   | 0       | 1      | 1      |
| Totale | Totale        | 16  | 16      | 16     | 48     |